# Nowina (herb szlachecki)
Nowina (Nowiny, Nowińczyk, Wojnia, Zawiasa, Złotogoleńczyk) – polski herb szlachecki, jeden z 47 herbów adoptowanych przez bojarów litewskich na mocy unii horodelskiej z 1413 roku. Przedstawiciel rodu rycerskiego Nowinów, Mikołaj z Sepna, adoptował wówczas bojara, Mikołaja Bejnara. Wraz z upływem czasu i rozwojem struktury szlacheckiej, Nowinowie podzielili się na wiele rodzin. Najbardziej znane rody z późniejszych epok, pieczętujące się herbem Nowina to między innymi: Przerębscy i Konopkowie.
Nowiny używał też Michał Sokolnicki.

## Opis herbu

### Opis historyczny
Kasper Niesiecki, podając się na dzieła historyczne Bartosza Paprockiego Szymona Okolskiego i Marcina Bielskiego, opisuje herb:

Ma być ucho od kotła białe w polu błękitnym, obiema końcami do góry obrócone, we środku niego miecz otłuczony, rękojeścią prosto do góry, końcem na dół, w hełmie nad koroną noga zbrojna z ostrogą, kolanem niby klęcząca w koronie, piętą w lewą tarczy skierowana (...).

### Opis współczesny
Opis skonstruowany współcześnie brzmi następująco:
Na tarczy w polu błękitnym zawiasa kotłowa srebrna z zaćwieczonym mieczem.
W klejnocie noga zbrojna złota.
Labry herbowe błękitne, podbite srebrem.

## Geneza

### Najwcześniejsze wzmianki
Najstarszy znany wizerunek herbu pochodzi z odciśniętej w 1293 roku pieczęci, a najstarszy zapis dotyczący herbu pochodzi z zapisu sądowego z 1392 roku.
W wyniku unii horodelskiej w 1413 przeniesiony na Litwę (herb przyjął bojar litewski Mikołaj Bejnar).

### Etymologia
Według Słownika etymologiczno-motywacyjny staropolskich nazw osobowych nazwa Nowina pochodzi od nazwy osobowej Nowina (Słownik Staropolskich Nazw Osobowych), por. Nowo- II (Staropolskie Odapelatywne Nazwy Osobowe).
Nazwa może również pochodzić od cytowanego przez Kaspra Niesieckiego rotmistrza o imieniu Nowina.

### Legenda herbowa
Legenda opowiada o rotmistrzu o imieniu Nowina, synu kotlarza, służącym Bolesławowi Krzywoustemu. Podczas odwrotu po przegranej wskutek zdrady Skarbimira, wojewody krakowskiego w bitwie z Rusinami w 1121 roku, koń władcy był już zmęczony, co widząc Nowina odstąpił księciu swego. Wdzięczny Krzywousty nadał rotmistrzowi herb przedstawiający ucho kotła, na pamiątkę zawodu ojca bohatera, i miecz otłuczony. Błękitne pole tarczy herbowej jest upamiętnieniem przegranej bitwy. Nowina pojmany został później w Czechach wraz ze swym hetmanem i skuty z nim za nogę jednym łańcuchem. Dzielny rotmistrz uciął sobie nogę do kolana i umożliwił w ten sposób ucieczkę dowódcy, z nogą Nowiny zresztą przywiązaną do pasa. Dopiero po trzech dniach, kiedy hetman był już daleko. Nowina wezwał straże. Czesi docenili jego męstwo i po opatrzeniu rany odesłano Nowinę do Polski, gdzie w nagrodę dodano do herbu klejnot z nogą zakutą w zbroję złotą. Od klejnotu herbu ten zwany jest też Złotogoleńczyk.
Inni inaczej nieco tłumaczą okoliczności utraty nogi przez bohatera. Kaleką Nowina miał zostać broniąc pieszo, po oddaniu konia Krzywoustemu, swego pana albo na Psim Polu, albo w boju z Haliczanami. Również legenda o pobycie w niewoli i samookaleczeniu ma też pewną odmianę, według której król więżący Nowinę, doceniając jego miłość ojczyzny dał mu złoty goleń i klejnot herbowy.
W dziele Szczęsnego Morawskiego można odnaleźć informację, że herb ten został nadany za podpalenie brony przy zdobyciu twierdzy Czarnemu Bożedarowi na Żabnie, Witowicach i Pilchowie.

## Herbowni
Lista herbownych w artykule sporządzona została na podstawie wiarygodnych źródeł, zwłaszcza klasycznych i współczesnych herbarzy. Należy jednak zwrócić uwagę na częste zjawisko przypisywania rodom szlacheckim niewłaściwych herbów, szczególnie nasilone w czasie legitymacji szlachectwa przed zaborczymi heroldiami, co zostało następnie utrwalone w wydawanych kolejno herbarzach. Identyczność nazwiska nie musi oznaczać przynależności do danego rodu herbowego. Przynależność taką mogą bezspornie ustalić wyłącznie badania genealogiczne.
Pełna lista herbownych nie jest dziś możliwa do odtworzenia, także ze względu na zniszczenie i zaginięcie wielu akt i dokumentów w czasie II wojny światowej (m.in. w czasie powstania warszawskiego w 1944 spłonęło ponad 90% zasobu Archiwum Głównego w Warszawie, gdzie przechowywana była większość dokumentów staropolskich). Lista nazwisk znajdująca się w artykule pochodzi z Herbarza polskiego, Tadeusza Gajla (510 nazwisk). Występowanie na liście nazwiska nie musi oznaczać, że konkretna rodzina pieczętowała się herbem Nowina. Często te same nazwiska są własnością wielu rodzin reprezentujących wszystkie stany dawnej Rzeczypospolitej, tj. chłopów, mieszczan, szlachtę. Jest to jednakże dotychczas najpełniejsza lista herbownych, uzupełniana ciągle przez autora przy kolejnych wydaniach Herbarza. Tadeusz Gajl wymienia następujące nazwiska uprawnionych do używania herbu Nowina:
Abielewicz, Abramowicz, Abulewicz, Akcyz, Axt,
Bagnar, Banczalski, Bandoszewski, Bartyszewski, Barycki, Baynarowicz, Bączalski, Bedziejowski, Bejnar, Bejnarowicz, Bejner, BERNAWSKI MOHYŁA, Beynar, Beyner, Białkowski, Bilanowski, Bissiński, Boblewski, Bochner, Bochrier, Bodzanek, Bodzanta, Boerner, Bognar, Bogusławski, Bojnarowicz, Bojnor, Borkowski, Boruta, Boynar, Boznański, Brzączewski, Brzoska, Brzostowski, Brzozka, Brzozy, Brzuzy, Bulewicz, Byk, Bylinar, Bzowski, BZOWSKI JANOTA,
Cewowski, Chmielewski, Cholejewski, Cholejowski, Chrzanowski, Chrząstowski, Chwalibóg, Chybicki, Ciszkowicz, Czarny, Czernich, Czerny,
Dackiewicz, Daćkiewicz, Dalewski, Degutowicz, Dobrosołowski, Dobrosułowski, Dobroszewski, Dobrowolski, Dominowski, Downar, Druszkowski, Dubasowski, Dulowski, Dworzecki, Dworzycki, Działowski, Dziwlewski, Dziwłowski,
Elbowicz, Enochowicz,
Falibowski, Faliński, Fedyński, Feliński, Frącewicz, Frincewicz, Frykacz,
Gabryczewski, Gabryszewski, Gałąskowski, Gałązka, Garbowiecki, Garbowski, Garczyński, Gedejko, Gerwielaniec, Giebułtowski, Gierwielaniec, Gilewicz, Gissowski, Giszowski, Gizbert, Giżewski, Glasenapp, Glezmierski, Gliński, Gliszczyński, Glizmiński, Gliźmiński, Głowacz, Goczał, Goczałkowski, Gojsiewski, Gojziewski, Gojżewski, Gomor, Gorzkowski, Gośniewski, Gozpert, Grabkowski, Grabowiecki, Grabowski, Grajewski, Grajowski, Grodziewicz, Gryckowski, Gryszan, Gryszkiewicz, Gulewicz, Gumicki, Gumowicz,
Hałcnowski, Haniewicz, Harasimowicz, Hołdyszowicz, Hryckowski, Hryszan, Hryszanowicz, Hryszkiewicz, Hulewicz,
Ignatowicz, Ignatowski, Ikmanowski,
Jakimowski, Jakunowski, Janikowski, Jankowski, JANOTA BZOWSKI, Janowski, Jarosławski, Jasielewicz, Jaszkiewicz, Jelbowicz, Jelnicki, Jenota, Jerzmanowski, Jezierski, Jonata, Jurczycki,
Kaczyński, Kandzierzawski, Karniowski, Karygrodzki, Kasperowicz, Kazigrodzki, Kędzierski, Kędzierzawski, Kędzierzyński, Klępicki, Klimaszewski, Kobylski, Koczmycki, Konarzewski, Konopacki, Konopielski, Konopka, Konopko, Konopkowski, Konoplański, Koraczycki, Koropolański, Koseper, Kosla, Koslicki, Kosmycki, Koszmyczski, Kośla, Koślicki, Kowalewski, Kozakiewicz, Koziegrodzki, Koziełło, Kozioł, Kozłowicz, Koźla, Koźmicki, Koźnicki, Kożnicki, Kramirzewski, Krasowski, Krasucki, Krasuski, Krokwicki, Krowicki, Krystoporski, Krysztoporski, Krzepowski, Krzępowski, Krzysztoforski, Krzysztoporski, Krzyżanowski, Kuflewski, Kuflowski, Kunowski, Kurowicki, Kwasowski, Kwassowski, Kwiatkowski, Kwietnicki,
Labeński, Lasotowski, Legawski, Lelnicki, Lewicki, Lisowski, Lissowski, Losniewski, Lutecki,
Łabeński, Łabęcki, Ładnowski, Łaganowski, Łagiewnicki, Łaszewski, Łaszowski, Łączyński, Łążecki, Łękawski, Łękowski, Łęski, Łoganowski, Łopieński, Łośniewski, Łucewicz, Łuczycki, Łuczyński, Łuszczewski, Łysak,
Macharzyński, Macherzyński, Maczanowicz, Makowski, Mantul, Marski, Marszowski, Marzecki, Masiński, Masłoniecki, Masłowski, Maszeński, Maszewski, Maszycki, Maszyński, Matowski, Mchowski, Mecherzyński, Mełwieński, Mełwiński, Mieliński, Mielżeński, Mielżyński, Miliński, Minocki, Miroszowski, Miszewski, Mizgier, Młaczkowski, Młoszewski, Młoszowski, Mninowski, Moczydłowski, Moczysławski, Mościcki, Mrawiński, Mrowiński, Mrozowski, Mściwojewski, Mściwujewski,
Nabora, Nadbor, Nadbora, Nadborowski, Nadbór, Nagrodowski, Naramski, Narembski, Narębski, Nargiełło, Nargieło, Nasuticz, Nasutowicz, Niebrzegowski, Nienieński, Nieniński, Niewiadomski, Niewieski, Niezabitowski, Niezabytowski, Niwiński, Noiszewski, Nojewski, Nojszewski, Norgiełł, Nowakowski, Nowaliński, Nowicki, Nowiński, Nowiszewski, Nowokrzycki, Nowokuński, Nowoszycki, Nowowiejski,
Ochocki, Ochotnicki, Oczkowski, Okański, Oknicki, Olbierowski, Olbierz, Olbierzowski, Olicki, Olszamowski, Olszanowski, Orlicki, Orlik, Orlikowski, Orzeszkowski, Owczarski,
Pachołowiecki, Padniewski, Pakosławski, Pasiński, Pasławski, Paszyński, Pawlikowski, Pawłowicz, Paziński, Perekałski, Perepecza, Pielat, Pielechowski, Piestrzecki, Pilat, Pilatowski, Pilchowski, Pilichowski, Piłat, Pitkowski, Pitowski, Pochocki, Podegimski, Podleski, Poliński, Pomezański, Pomianowski, Popowski, Potocki, Prądzewski, Pruski, Pruszkowski, Przanowski, Prządzewski, Przemieniecki, Przerembski, Przerębski, Przesiecki, Przonowski, Przybylski, Przybysławski, Przypkowski, Przyrębski, Przysiecki, Purwiński, Pytkowski, Pytowski,
Raciborski, Radło, Raduski, Radwanowski, Rajski, Rampkowski, Rayski, Redzi, Rogaliński, Romatowski, Rozbicki, Rożnowski, Rwieński, Ryszkowski, Rzeczkowski, Rzwieński,
Sapiński, Saryński, Sawicki, Sawinicz, Sąpieński, Schocki, Schodzki, Sepieński, Serafinowicz, Sewalla, Sępiński, Sępowicz, Sitko, Skocki, Skowzgird, Slachciński, Sładkowski, Słodzki, Słomiński, Smagłowski, Sobonowski, Sokolnicki, Solikowski, Sołtaszko, Soroczyński, Spokojski, Sroczycki, Sroczyński, Starowiejski, Starowieyski, Stępowicz, Storonowicz, Streło-Orlicki, Strzałkowski, STUDNICKI GIZBERT, Sworcz, Szafiński, Szaracki, Szczepkowski, Szczuka, Szczygielski, Szelążek, Szeligowski, Szlachciński, Szlachta, Szul, Szupiński, Szwab, Szwarc, Szytko,
Ślachciński, Śladkowski, Świątecki, Świerznia, Święciecki, Świrczyna, Świrczyński.
Tałuć, Taszycki, Tkórzewski, Tomecki, Tronowski, Trzecieski,
Ugyezdki, Ujadzki, Ujazdski, Ujejski, Uła, Uszpolewicz, Uszywlewicz.
Wandrycz, Warewicz, Wariewicz, Warzycki, Watowski, Wieski, Wilczkowski, Wilkicki, Wilkowski, Witkowski, Wojecki, Wojutyński, Woliński, Wolski, Wycieszewski, Wydzierzewski, Wydzierzowski, Wygierżewski,
Zabawski, Zaborski, Zajasiewicz, Zajeciński, Zaleski, Załęski, Zarczycki, Zarzycki, Zasczyński, Zaszczyński, Zaścieński, Zgłobicki, Zimnowski, Złotnicki, Zwęcki,
Żarcicki, Żarczycki, Żejmo, Żelkowski, Żeromski, Żołnowski, Żyromski.

### Znani herbowni
- Gabriel Sokolnicki
- Juliusz Nowina-Sokolnicki
- Michał Sokolnicki
- Jan Przerębski
- Jan Przanowski
- Leon Przanowski
- Halina Czerny-Stefańska
- Zygmunt Benedykt Chrzanowski

## Odmiany
| Odmiany herbu Nowina |